# Nik & Ras
Nik & Ras er en dansk duo bestående af Nikolaj Lie Kaas og Rasmus Bjerg. Duoen blev dannet i forbindelse med Zulu Comedy Gallaen i 2011, hvor de optrådte med singlen "Fugt i fundamentet", som efterfølgende solgte dobbelt guld og lå nummer ét på Tracklisten. I 2012 udgav duoen deres anden single "Hvad der sker her", som skete i forbindelse med Zulu Comedy Gallaen i 2012, og denne sang endte også med at sælge guld.

## Karriere
Duoen bestående af skuespiller Nikolaj Lie Kaas og skuespiller Rasmus Bjerg blev dannet i forbindelse med et indslag til awardshowet Zulu Comedy Galla i 2011, som en parodi på den danske pop-duo Nik & Jay. Duoen optrådte med singlen "Fugt i fundamentet" feat. Pharfar og Burhan G, og musikvideoen til sangen blev vist som en del af indslaget. Sangen var en reference til det store skybrud i København i juli 2011, hvor store dele af området blev oversvømmet og ødelagt, hvilket gav store finansielle omkostninger for beboere og forsikringsselskaber. "Fugt i fundamentet" debuterede som nummer ét på Tracklisten, hvor den lå i én uge før den derefter langsomt bevægede sig ned af listen for til sidst at ryge ud af listen efter otte uger. Singlen endte med at sælge dobbelt guld med mere end 15.000 downloads. Duoen optrådte live med sangen til Zulu Awards i 2012, hvor de også modtog prisen "Det vi talte om i 2011" for sangen.
Duoen udgav deres anden single "Hvad der sker her" feat. Medina i 2012, som ligeledes var et indslag under årets Zulu Comedy Galla. Ligesom den første single blev der fremstillet en musikvideo, der blev vist under showet. I videoen medvirker Medina, Stig Rossen, Thomas Buttenschøn, Joey Moe og Claus Meyer. "Hvad der sker her" toppede i sin anden uge på Tracklisten som #5 og nåede fire uger på listen. "Hvad der sker her" solgte ligeledes guld.

## Singler
| Titel                                          | År   | Højeste hitlisteplacering | Certificering              |
| Titel                                          | År   | DK                        | Certificering              |
| ---------------------------------------------- | ---- | ------------------------- | -------------------------- |
| "Fugt i fundamentet" feat. Pharfar og Burhan G | 2011 | 1                         | 2x Guld (15.000 downloads) |
| "Hvad der sker her" feat. Medina               | 2012 | 5                         | Guld                       |